# Népek meséi sorozat (Móra kiadó)
Az Ifjúsági Könyvkiadó, illetve 1957-től jogutódja, a Móra Ferenc Könyvkiadó Népek meséi sorozatában 12 egyedi kötet jelent meg. Néhány több kiadást is megért, részben bővített, átdolgozott változatban.
A gyermekeknek, illetve az ifjúságnak szóló sorozat az öt kontinens minden részéről származó meséket, legendákat hozzáértő fordításban, könnyen olvasható szövegekkel, kiváló illusztrátorok alkotásaival jelentette meg.
A sorozat a következő köteteket tartalmazta:
1. A repülő hajó. Orosz, ukrán, belorusz, grúz, üzbég, tatár, baskír, kazah, tadzsik népmesék. Ill. Szecskó Tamás (1954, 1955, 1960)
2. Az aranyláncon függő kastély. Francia, olasz, portugál, spanyol mesék. Ill. Heinzelmann Emma (1956, 1965)
3. A hegyi szellem. Cseh, szlovák, lengyel, német, osztrák mesék. Ill. Reich Károly (1957)
4. A sárkánykirály palotája. Kínai, tibeti, mongol, ujgur, kínai, japán és vietnami mesék. Ill. Molnár Ágnes (1958, 1967)
5. Tündér Ilona. Görög, albán, bolgár, jugoszláv, román mesék. Ill. Lukáts Kató (1960)
6. A világjáró királyfi. Angol, ír, skót, walesi, cornwalli, izlandi, holland, belga mesék. Ill. Kass János (1961)
7. A csillagok szíve. Afrikai mesék. Ill. Molnár Ágnes (1962)
8. A Szoria-Moria palota. Finn, norvég, svéd, lapp, dán mesék. Ill. Kass János (1963)
9. A kék szarvas. Perzsa, arab, török, héber mesék. Ill. Bálint Endre (1964)
10. A Tollaskígyó fiai. Dél- és közép-amerikai népek meséi. Ill. Würtz Ádám (1966)
11. A bőbeszédű teknősbéka. Ausztráliai, óceániai, indonéziai, kambodzsai, burmai, kasmíri, indiai népek meséi. Ill. Reich Károly (1968)
12. A mesemondó szikla. Észak-amerikai indián, néger, eszkimó, fehér telepes, kanadai francia népmesék. Ill. Würtz Ádám (1969)